# Catoptria pinella
Espèce
Le Crambus des pinèdes ou Crambus du pin (Catoptria pinella) est une espèce de lépidoptères (papillons) de la famille des Crambidae.

## Description
Envergure des ailes de 18 à 24 mm.

## Biologie
L'imago vole de juin à août selon la localisation.

## Écologie
Vit souvent dans les zones humides de lieux boisés et tend à se poser sur les arbres pendant le jour. La chenille vit sur les racines des linaigrettes (Eriophorum) et de diverses poacées dont Deschampsia cespitosa.

## Distribution
Eurasie.

## Synonymie
- Phalaena pinella Linnaeus, 1758 protonyme